# Battaglia di Limanowa
La battaglia di Limanowa fu una battaglia combattuta tra i soldati della 3ª Armata russa e quelli della 4ª Armata austro-ungarica, che comprendeva anche soldati tedeschi. Lo scontro ebbe luogo nelle vicinanze della cittadina di Limanowa, che si trova a poca distanza da Cracovia. I combattimenti, incominciati il 1º dicembre 1914, finirono il 13 dello stesso mese.

## La battaglia
L'Alto comando austriaco ritenne che, dopo i successi tedeschi nel nord del fronte, le forze russe si fossero indebolite. Altresì ritenne che il fronte in Galizia sarebbe stato abbastanza tranquillo ancora per un po' di tempo. Entrambe queste teorie erano però errate, poiché, sebbene l'offensiva della 2ª Armata austro-ungarica avesse incontrato inizialmente dei successi subito dopo il suo inizio, il 16 novembre 1914, i russi si erano ripresi ed ora combattevano con molta tenacia.
La 4ª Armata russa, impegnata nelle operazioni, concedeva poco terreno. Inoltre più a sud la 2ª Armata russa aveva attraversato il fiume San ed entro il 20 novembre si era spostata nell'area attorno alla cittadina di Tarnów. Appena poco più a nord, la 4ª Armata asburgica, supportata dalla 47ª divisione tedesca della Riserva, si unì all'offensiva negli ultimi giorni di novembre. Attorno ai borghi di Łapanów e Limanowa si svilupparono feroci scontri, in seguito ai quali la 3ª Armata, uscita sconfitta, si trovò costretta a ritirarsi verso est: la città di Cracovia, a questo punto, smise di essere minacciata dalle forze russe. Inoltre per gli Imperi centrali sparì anche il pericolo che incombeva sulle pianure ungheresi, poiché anche l'8ª Armata russa fu costretta a ritirarsi per non ritrovarsi completamente circondata.

## Ordine di battaglia

### Impero Russo
Il Fronte russo sudoccidentale era comandato da Nikolaj Ivanov:
- 3ª Armata. Comandante: Radko Dimitriev
  - XI Corpo
  - IX Corpo

### Impero austro-ungarico
- 4ª Armata. Comandante: Giuseppe Ferdinando d'Asburgo-Toscana
  - XIV Corpo
  - 47ª divisione tedesca della Riserva